# Anne-Sophie de Kristoffy
Anne-Sophie de Kristoffy (née le 29 mai 1961 à Paris en Île-de-France) est une patineuse artistique française qui a été triple championne de France en 1978, 1979 et 1980. Patineuse esthétique, elle reste cependant fragile sur le plan athlétique, et notamment sur les sauts. Depuis qu'elle a arrêté le patinage, Anne-Sophie de Kristoffy s'est dirigée vers une carrière de journaliste.

## Biographie

### Carrière sportive
Anne-Sophie de Kristoffy pratique le patinage en individuel. Elle est entraînée par Philippe Pélissier, un jeune entraîneur à l'époque. Parallèlement à son parcours sportif, elle a suivi sa formation scolaire au Cours Hattemer, un établissement privé hors contrat, situé à Paris.
En 1975/1976, elle monte pour la première fois sur le podium national à Asnières-sur-Seine, en devenant vice-championne de France 1976, derrière la championne française de l'époque Marie-Claude Bierre.
En 1976/1977, elle confirme son résultat en conservant sa médaille d'argent aux championnats de France à Amiens. Cette position va lui permettre d'être choisie par la FFSG (Fédération française des sports de glace) pour représenter la France aux championnats d'Europe à Helsinki, mais elle ne prend qu'une décevante vingt-deuxième place. La fédération décide alors de ne pas l'envoyer aux championnats du monde de mars 1977 à Tokyo et préfère sélectionner la championne de France.
En 1977/1978, elle devient pour la première fois championne de France, aux championnats nationaux organisés à Belfort. Néanmoins, la fédération décide de n'envoyer aucune patineuse individuelle, ni aux championnats d'Europe qui sont organisés en France à Strasbourg ni aux championnats du monde de mars 1978 à Ottawa.
En 1978/1979, elle conserve pour la deuxième saison consécutive son titre national à Tours. Cette fois-ci la fédération la sélectionne pour les championnats d'Europe à Zagreb où elle se classe vingt-deuxième, comme il y a deux ans. Après ce faible résultat, la fédération décide de n'envoyer aucune patineuse individuelle aux championnats du monde de mars 1979 à Vienne.
En 1979/1980, Anne-Sophie de Kristoffy va connaître sa saison la plus chargée. Elle commence par conquérir son troisième titre de championne de France à Reims. Sélectionnée pour les championnats d'Europe à Göteborg, elle remonte un peu dans le classement européen et prend la dix-septième place. La France n'ayant aucune place aux jeux olympiques d'hiver de 1980 à Lake Placid pour la catégorie des Dames, Anne-Sophie ne peut donc pas y participer. Elle n'ira jamais aux jeux olympiques. Toutefois, elle est pour la première fois sélectionnée pour les championnats du monde de mars 1980 à Dortmund et s'y classe dix-huitième. Cette saison va marquer pour Anne-Sophie, le sommet de sa carrière sportive.
En 1980/1981 débute le déclin de la sportive. Elle commence par perdre son titre de championne de France à Anglet. Elle ne va même se classer que troisième derrière Cécile Antonelli et Béatrice Farinacci. Elle n'est bien sûr pas sélectionnée pour les championnats d'Europe à Innsbruck où la France est représentée par Béatrice Farinacci. Mais celle-ci ayant déclaré forfait pour ces championnats européens, la fédération décide d'envoyer Anne-Sophie aux championnats du monde de mars 1981 à Hartford aux États-Unis. Elle y prend la quatorzième place, son meilleur classement dans un grand championnat international.
En 1981/1982, au cours de l'automne, elle participe au Skate Canada (10e) puis au Trophée NHK (8e). Pour cette dernière compétition, elle est accompagnée de Jean-Christophe Simond, la star du patinage artistique français de l'époque. Lors des championnats de France à Asnières-sur-Seine, elle réussit à remonter d'une place pour prendre la médaille d'argent, derrière Béatrice Farinacci. Mais cette fois-ci la fédération décide d'envoyer la championne de France aux championnats d'Europe organisés en France à Lyon, et aux championnats du monde de mars 1982 à Copenhague. Anne-Sophie n'ira pas à ces championnats et décide de quitter le patinage amateur en 1982.

### Reconversion
Après son parcours sportif, Anne-Sophie de Kristoffy décide de se diriger vers le journalisme. Elle débute comme pigiste à l'Équipe magazine et surtout au journal Libération avant de rentrer à FR3. Repérée par Jean-Michel Leulliot elle intègre le service des sports de TF1 en 1984. Elle remporte de nombreux prix nationaux et internationaux qui récompensent ses reportages avant d'assurer la responsabilité du sport dans les journaux télévisés. De 1992 à 1999, elle produit et commente les grandes épreuves internationales de patinage artistique aux côtés de Roger Zabel et Annick Dumont sur TF1.
En février 2008, Robert Namias, directeur général adjoint chargé de l'information sur TF1, nomme Anne-Sophie à la direction des sports de la chaîne privée pour remplacer Charles Villeneuve alors qu'elle occupe le poste de directrice adjointe de l'information, chargée des reportages.

## Palmarès
| Compétitions principales | 1976    | 1977    | 1978    | 1979    | 1980    | 1981    | 1982    |  |  |  |  |  |  |  |
| Jeux olympiques d'hiver  |         |         |         |         |         |         |         |  |  |  |  |  |  |  |
| Championnats du monde    |         |         |         |         | 18e     | 14e     |         |  |  |  |  |  |  |  |
| Championnats d'Europe    |         | 22e     |         | 22e     | 17e     |         |         |  |  |  |  |  |  |  |
| Championnats de France   | 2e      | 2e      | 1re     | 1re     | 1re     | 3e      | 2e      |  |  |  |  |  |  |  |
|                          |         |         |         |         |         |         |         |  |  |  |  |  |  |  |
| Autres Compétitions      | 1975/76 | 1976/77 | 1977/78 | 1978/79 | 1979/80 | 1980/81 | 1981/82 |  |  |  |  |  |  |  |
| Skate America            |         |         |         |         | 11e     |         |         |  |  |  |  |  |  |  |
| Skate Canada             |         |         | 12e     |         |         |         | 10e     |  |  |  |  |  |  |  |
| Trophée Richmond         |         |         |         | 15e     | 8e      |         |         |  |  |  |  |  |  |  |
| Trophée NHK              |         |         |         |         |         |         | 8e      |  |  |  |  |  |  |  |

## Sources
- Le livre d'or du patinage d'Alain Billouin, édition Solar, 1999